# Illicium
Az Illicium az Austrobaileyales rend Schisandraceae családjának egyik nemzetsége. 42 faj tartozik ide, jellemzően örökzöld cserjék és kis termetű fák. Elterjedési területük Kelet- és Délkelet-Ázsia trópusi és szubtrópusi részei, Nyugat-India, Észak-Amerika délkeleti része, Nagy-Antillák, Mexikó.

## Jellemzők
A virágok levélhónaljiak, a virágtakaró nem különül csészére és pártára, egynemű, a lepellevelek váltakozó állásúak. A termőlevelek száma 5-15, nincsenek összenőve, termőlevelenként egy mag fejlődik. A levelek váltakozó állásúak.

## Rendszerezés

### APG-rendszer
Az 1998-as APG-rendszer még a zárvatermők elejére helyezte a családot rendbe nem besorolt családként, a 2003-ban publikált APG II azonban Austrobaileyales néven rendként egyesíti az Austrobaileyaceae, Trimeniaceae és Schisandraceae családokat, az utóbbiba olvasztva az addig rendszerint külön tárgyalt Illiciaceaet. A beolvasztás opcionális volt, a 2009-es APG III-rendszerben azonban már kötelező.

### Egyéb rendszerek
A Cronquist-, Dahlgren-, Tahtadzsján- és Borhidi-rendszerek a családot önálló rendbe (Illiciales) helyezik, mindannyian az ősi, egyszikűek kiválása előtt kialakult „primitív zárvatermők” közé.

## Gyakoribb fajok és előfordulási helyük
- Japán csillagánizs (Illicium anisatum) Dél-Japán, Tajvan;
- Illicium arborescens Tajvan;
- bíboránizs (Illicium floridanum) Délkelet-USA;
- Illicium henryi Délnyugat-Kína;
- Illicium lanceolatum Dél-Kína;
- Illicium mexicanum Mexikó;
- sárgaánizs (Illicium parviflorum) Délkelet-USA;
- Illicium ternstroemioides Dél-Kína;
- csillagánizs (Illicium verum) Dél-Kína, Vietnám.

## Hasznosítás
A csillagánizs elsősorban a hagyományos kínai orvoslás ajánlásában hasznosítható reumatikus fájdalmak enyhítésére, görcsoldó hatása miatt. Szélhajtó, íz javító hatása miatt gyomorerősítő, étvágyjavító teakeverékek, fogkrémek, és szájvizek alkotórésze. A tamiflu nevű madárinfluenza elleni védőoltás hatóanyaga a család több egyedében is megtalálható shikimin, melyet a szintetikus előállítása előtt ezekből a növényekből juthattak hozzá. A japán csillagánizst külsőleg felhasználva fájdalom csillapítására vagy bőrbetegségek kezelésére használják. Jelentős részük mérgező, ezért emberi fogyasztásra alkalmatlan és elsősorban dísznövényként hasznosítható. Az étkezési célra is használható kínai csillagánizs világszerte kedvelt fűszernövény. A kínai és vietnami konyha egyik alapvető ízesítője és több közkedvelt alkoholos ital nélkülözhetetlen alapanyaga.

## Fordítás
- Ez a szócikk részben vagy egészben az Illicium című angol Wikipédia-szócikk fordításán alapul.  Az eredeti cikk szerkesztőit annak laptörténete sorolja fel. Ez a jelzés csupán a megfogalmazás eredetét és a szerzői jogokat jelzi, nem szolgál a cikkben szereplő információk forrásmegjelöléseként.